# Trochus fultoni
Trochus fultoni is een slakkensoort uit de familie van de Trochidae. De wetenschappelijke naam van de soort werd voor het eerst geldig gepubliceerd in 1898 door Melvill.